# Manuel Rafael García Aguirre
Manuel Rafael García Aguirre (Buenos Aires, 24 de octubre  de 1826 - Viena,  5 de abril de 1887), fue doctor en jurisprudencia, juez de paz, convencional constituyente por la Provincia de Buenos Aires para el dictado de su primera  Constitución en 1853-1860, historiador, periodista, comisionado por el presidente Domingo Faustino Sarmiento para contratar y supervisar la construcción de los primeros buques de la Escuadra Nacional, así como también las famosas maestras provenientes de los Estados Unidos, y diplomático que representó a Argentina como ministro plenipotenciario ante los gobiernos de Estados Unidos, España, Francia, Inglaterra, Italia, y el Imperio austrohúngaro a lo largo de 27 años de carrera.

## Nacimiento, infancia, formación y familia
Hijo único de Manuel José García y Manuela Aguirre y Alonso de Lajarrota, cuñado de Manuel Hermenegildo Aguirre y nieto paterno del coronel Pedro Andrés García.
Contrajo matrimonio con Eduarda Mansilla, hija del general Lucio Norberto Mansilla y de Agustina Ortiz de Rozas, hermana del brigadier general Juan Manuel de Rosas.
Se inició en su carrera como abogado desempeñando el cargo de juez de paz en la Provincia de Buenos Aires, época en la que publicó su "Manual del Juez de Paz" (el cual sirvió de bibliografía de consulta a todos los que desempeñaron ese cargo durante muchos años).

## Diputado, jurisconsulto, convencional constituyente, juez de paz y periodista
Posteriormente desempeñó los cargos de Agente fiscal, juez de primera instancia, presidente y vicepresidente de la Academia Teórico Práctica de Jurisprudencia.
 Fue redactor del Diario de Jurisprudencia, editado bajo la dirección del doctor Pedro Agrelo. 
 Tuvo el privilegio de redactar el primer reglamento del Colegio de Abogados de la Ciudad de Buenos Aires, formando parte de una comisión integrada por los doctores, Eduardo Acevedo, José Roque Pérez, Juan María Gutiérrez y Marcelino Ugarte.
 En el año 1859, juntamente con Miguel Cané, Vicente Fidel López, Luis L. Domínguez, José Domínguez, Marcelino Ugarte, José Roque Pérez y Félix Frías, fundaron el diario La Patria.

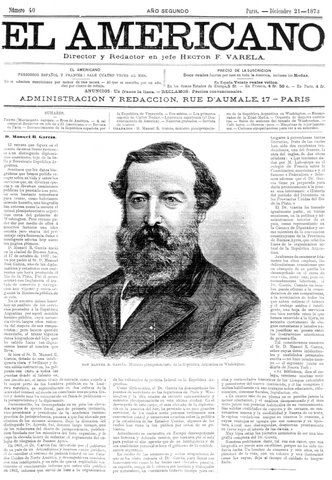
Portada principal del diario El Americano. París 21 de diciembre de 1873

Era el órgano de los moderados, de quienes dijo el Commercial Times del 27 de enero de 1860

"...salvaron a Buenos Aires del pillaje de noviembre último, preservando al país de su ruina, que cuentan en sus filas a los hombres mas patriotas y mas capaces del Estado, y que tienen en su favor las simpatías de toda la comunidad extrangera. Estos moderados, que formaban la minoría en la Convención Constituyente, trataron de difundir por medio de la prensa las razones que hacían preferible la aceptación lisa y llana de la Constitución Nacional y no la separación de Buenos Aires, postura apoyada por la mayoría porteña que no quiso escuchar los argumentos inspirados por la prudencia política, y por el deseo de no malograr la feliz oportunidad que se brindaba a la Nación para volver a constituir un Estado homogéneo."

 Si bien no consiguieron imponer sus opiniones, es allí, en la vida fugaz de un periódico, donde deben buscarse los fundamentos de una postura esencialmente nacionalista, exenta de egoísmo y recelos locales, que aspiraba generosa y desinteresadamente a consolidar la integridad de la República. 
 En el año 1860 dirigió la revista El Foro, publicación del Colegio de Abogados de Buenos Aires, creado poco tiempo antes, conjuntamente con José Benjamín Gorostiaga y José Domínguez.
Dijo del ministro plenipotenciario argentino el diario El Americano

"Dotado de una inteligencia clara y brillante, sustentada en una sólida instrucción , golpeó con éxito todas las puertas donde el talento, era el único título de entrada."

## Estudios sobre la justicia federal de los Estados Unidos
En el año 1860, fue comisionado por el presidente Santiago Derqui para estudiar el sistema federal de los Estados Unidos, ocasión en que conoció al célebre presidente Abraham Lincoln quien fue elegido en las elecciones del 6 de noviembre de 1860. 
En aquella época aún no estaba organizado el Servicio Exterior Argentino y el país tenía muy pocas representaciones en el exterior, por lo que no había un Jefe de Misión que representara a la República Argentina en los Estados Unidos. 
 Su trabajo culminó con éxito, dando lugar a un cuidado testimonio de la tarea realizada publicado en 1862, que sirvió de base para la organización de los tribunales de la justicia federal en la República Argentina. En aquellos años la doctrina a favor del juicio por jurados era creciente, el informe de García Aguirre “Estudios sobre la aplicación de la Justicia Federal Norte Americana” (publicado en Florencia en 1863) expuso el resultado de sus observaciones y, como no podía ser de otro modo, dedicó especial atención a la instauración del juicio por jurados.
 En dicho estudio, llegó a la conclusión de que para implementar en la República Argentina dicho instituto sería necesario establecer las siguientes condiciones previas: 

“Primero, la reforma del Código Penal y de los procedimientos; segundo, la división territorial, convenientemente arreglada para facilitar los beneficios del jurado; tercero, la instauración de un sistema municipal que facilitara la educación política del pueblo en el manejo de sus propios intereses; cuarto, la difusión de la educación por todo el territorio nacional, y quinto, una elección acertada, entre los diversos sistemas de jurados existentes.”

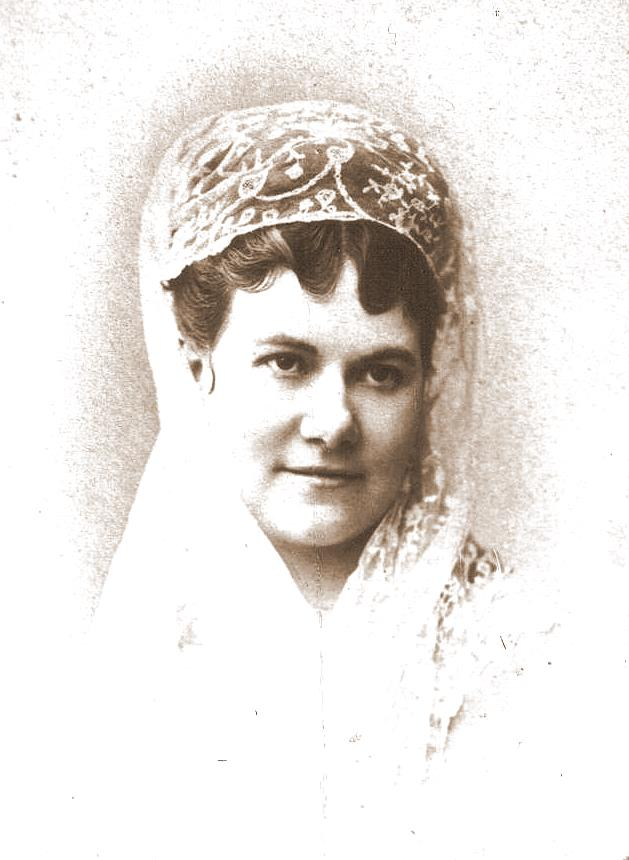
Su mujer, Eduarda Mansilla (nacida en Buenos Aires, el 11 de diciembre de 1834), fue una distinguida escritora y pionera de la literatura femenina argentina.

A comienzos de la década de 1870, más específicamente el 30 de septiembre de 1871, se dio el primer intento de implementar el sistema de juicio por jurados. El Congreso Nacional sancionó una ley por la cual el Poder Ejecutivo debía nombrar “una comisión de dos personas idóneas que proyecten la ley de organización del jurado y la de enjuiciamiento en las causa criminales ordinarias de jurisdicción federal, debiendo someterla a la consideración del Congreso en las primeras sesiones del próximo periodo legislativo”. 
En cumplimiento de dicha ley, por decreto del 16 de noviembre, el presidente Domingo Faustino Sarmiento nombró a Florentino González y Victorino de la Plaza encargados de llevar a cabo esta tarea. Por nota del 23 de abril de 1873, dirigida al ministro Nicolás Avellaneda, comunicaron la conclusión del trabajo.
Este proyecto, contemplaba 

“...el funcionamiento de dos jurados: uno de acusación y otro de juicio, cuyos miembros serían extraídos por sorteo de una lista de confección trienal. Podían ser jurados tanto los argentinos como los extranjeros, con tal que fueran capaces, estuvieran domiciliados en el distrito y tuvieran propiedad o fueran contribuyentes. El Congreso empero no lo aprobó, por vicios de redacción y porque no compartió el criterio del doble jurado”.

Otro intento infructuoso data del año 1884, en el cual el ministro de la Corte Suprema de Justicia de la Nación, José Domínguez redactó un segundo proyecto de Ley de Enjuiciamiento por Jurados, el cual en sus fundamentos aludía al proyecto anterior de 1871.
En consideración al buen trabajo realizado en sus “Estudios sobre la aplicación de la Justicia Federal Norte Americana”, García Aguirre fue enviado a Europa a estudiar el Código Civil Francés.
 Desde entonces desempeñó numerosos cargos diplomáticos en Europa y Estados Unidos. 
 Fue Ministro Plenipotenciario en Washington, en reemplazo de Don Domingo Faustino Sarmiento quien al asumir la Presidencia lo designó en tan importante cargo.
Le fue delegada la responsabilidad de concretar, la edición del Código Civil de la República Argentina aprobado en Buenos Aires, siendo el responsable de las correcciones y de la edición de Nueva York de 1870. 
 Posteriormente fue designado ministro Plenipotenciario ante los gobiernos de Inglaterra, Francia, Italia, España y Austria-Hungría.

## Carrera diplomática

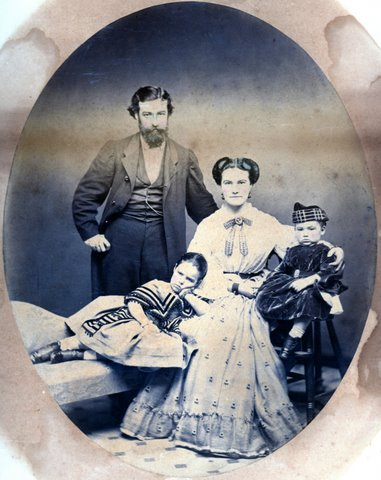
García Aguirre con su esposa Eduarda Mansilla y sus hijos Eduarda García-Mansilla y Manuel José García-Mansilla.

Ingresó a la carrera diplomática, en el año 1863 al ser designado, por el entonces presidente Bartolomé Mitre, como Secretario de la Legación Argentina en Francia, Italia y España a cargo del Ministro Plenipotenciario Mariano Balcarce, yerno del General San Martín.
Pese a su vasta y agitada carrera diplomática, que lo llevaría a ocupar la plenipotencias ante los Estados Unidos, Austria-Hungría, España, Italia Francia e Inglaterra y que abarcó un lapso de veintisiete años, encontró el tiempo suficiente para el cultivo de las letras, escribiendo artículos periodísticos y ensayos.

También aprovechó su condición de políglota para materializar dos traducciones, una del francés: "Las lecciones dadas por Eduardo Laboulaye en el colegio de Francia, sobre la Constitución norteamericana" y del inglés, los famosos escritos de "El Federalista" de los norteamericanos James Madison, Alexander Hamilton y John Jay.
 Sus traducciones del célebre Federalista sirvieron durante muchísimos años como fuente de consulta obligada para todos los estudiosos de Derecho Constitucional del país. 

Estudió con rigor científico y honestidad intelectual el sistema de organización federal de la "primera auténtica república moderna" el que a su juicio era el que mejor se adaptaba a la extensa realidad territorial de nuestro país
Es también de destacar su trabajo durante el Congreso de Educación realizado en Filadelfia, Estados Unidos en 1878 en el que, por encargo del entonces Ministro de Educación Onésimo Leguizamón, estudió en detalle la política educativa de aquella nación para adoptarlo para nuestro país con las adaptaciones que considerare pertinentes.
En 1880, en oportunidad del homenaje a los restos del Libertador José de San Martín realizado en el puerto de Le Havre, Francia antes de iniciar su viaje de regreso a la Argentina en el Vapor Villarino; dio un discurso ante la comitiva presente el cual culminó con una referencia a los marineros que transportarían los restos a quienes dijo: 

" (son) los primeros que conducís a través del Océano, un bajel de nuestra armada, desde la Europa; él va cargado con el depósito más valioso que ninguno condujera al suelo argentino. Grande es vuestra responsabilidad. Cuando lo entreguéis a nuestros compatriotas, os ruego unais vuestros votos a los mios, para desear que mientras guardemos esas reliquias no se despierten en la república los odios y pasiones que tanto han retardado su engrandecimiento "

Entre sus muchos trabajos se pueden destacar: "Estudio sobre la aplicación de la justicia federal norteamericana y la organización constitucional argentina" (Florencia 1863) "Biografía de Manuel José García", publicada en Galería de Celebridades Argentinas (Buenos Aires) entre otros.
Entre 1871 y 1876, publicó en la Revista del Río de la Plata diversos ensayos sobre la Historia Colonial del Río de la Plata y el sistema comercial que imperante en la época.

## Ministro plenipotenciario en los Estados Unidos de América

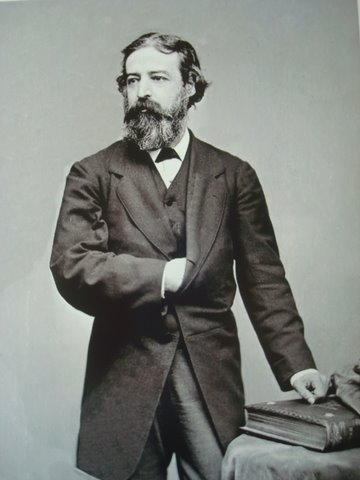
García Aguirre en tiempos de su ministerio en Washington.

Una vez electo Presidente de la Nación Argentina en 1868, Domingo Faustino Sarmiento decide nombrar a Manuel Rafael García Aguirre para sucederlo en el cargo de Ministro Plenipotenciario que él había ejercido desde mayo de 1865 hasta agosto de 1868 en los Estados Unidos.
La confianza que le dispensa Sarmiento se ve reflejada en la carta que le dirige desde Buenos Aires el 28 de octubre de 1868, pocos días después de haber asumido la primera magistratura del país.

“Mi estimado amigo: Le escribo presidente, saludándolo ministro plenipotenciario a los Estados Unidos, según lo deseaba. A muchos no agradaba, por carecer usted de méritos electorales. Como esta es una deuda que debe pagarse, cuento con que en los Estados Unidos me prestará grandes servicios. (...) Haga estudios sobre lo que crea útil para nuestro país: mande papeles de gobierno, para el congreso, los ministerios, etc., y gaste en ello poquísima plata. Los talentos de su señora (Eduarda Mansilla) deben servirle mucho en Washington donde deberá establecerse. Vea a Mrs. Mann y pléyade. (...) De los Estados Unidos necesitaría las tarifas de aduana o el sistema adoptado para el avalúo. Un papel en varias lenguas que se hace firmar a los pasajeros al llegar declarando, no traer nada en su equipaje objetos que pagan derechos (...) Un extracto de los impuestos para comparar con los nuestros, en mercaderías extranjeras y otros.”

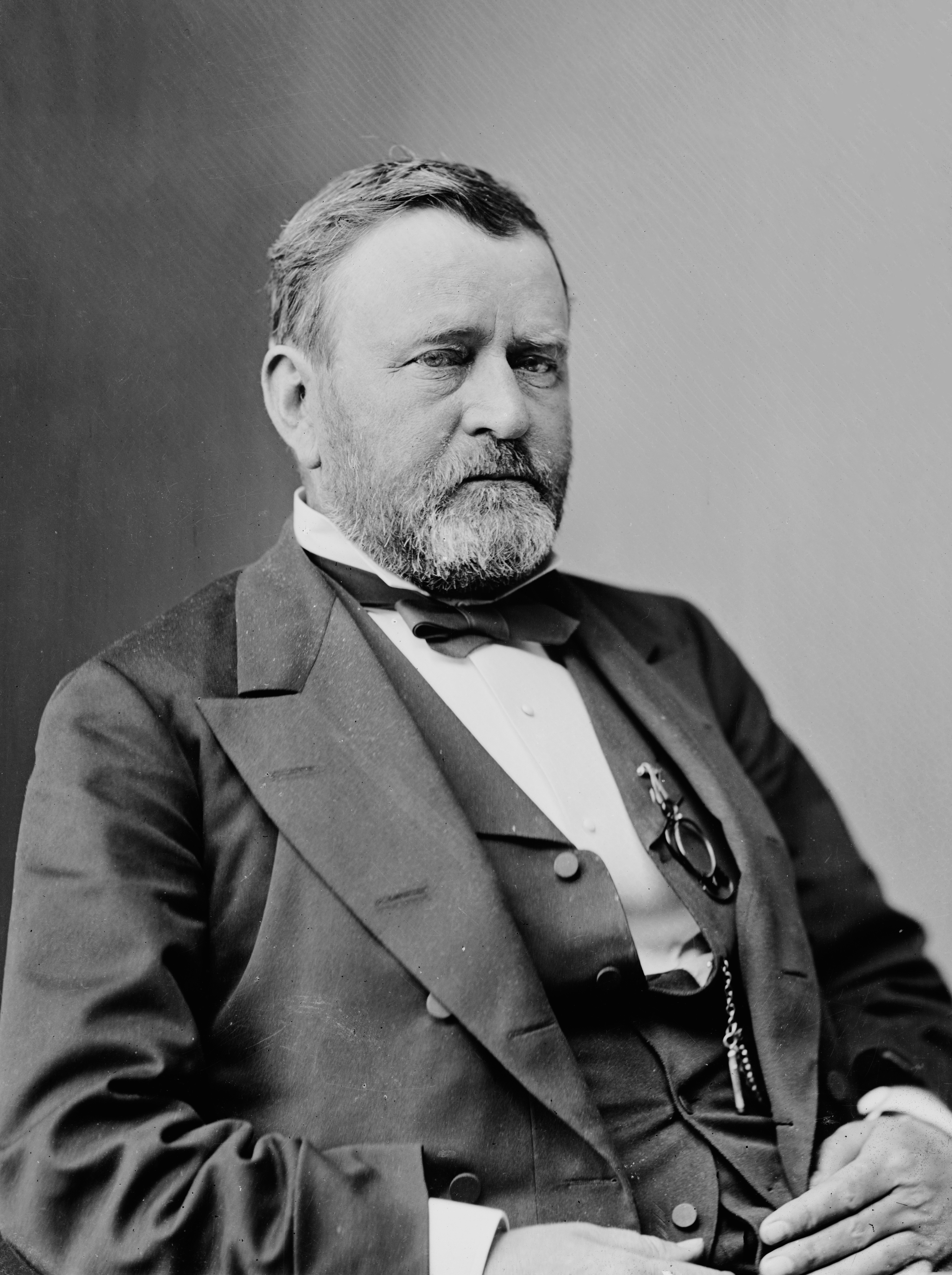
Ulysses Simpson Grant (1822-1885), fue el 18.º presidente de los Estados Unidos de América entre 1869 y 1877. Le obsequió a Manuel Rafael García Aguirre, un magnífico Winchester modelo 1866

La Legación Argentina se encontraba ubicada en la calle "Y Street" de la Ciudad de Washington, en un edificio de ladrillos colorados con una escalera de granito marrón.
Durante el tiempo en que estuvo en los Estados Unidos, el presidente de ese país Ulysses S. Grant le tomó afecto al matrimonio García Aguirre y los invitaba en forma privada a su mesa familiar. La mujer del ministro, cantaba a menudo en los salones de la Casa Blanca y en las fiestas, a instancias de la señora Grant.
Sobre los años vividos en el país del Norte, su mujer Eduarda Mansilla, dejó un testimonio curioso en su libro "Recuerdos de Viaje", el cual nos da una idea de cómo era la vida en la capital de la Unión en la segunda mitad del siglo XIX.
En su libro afirma: 

"Confieso que el fastidio no tardó en apoderarse de mí, en aquella tristísima ciudad, sin teatros, sin paseos, sin mas vida que el ruido de los sables y el relincho de los caballos. A pesar de las tertulias diplomáticas en la legación brasilera, y de la amistad, que algunas personas nos demostraban, hice cuanto pude por alejarme de la capital de la Unión".

Como plenipotenciario le tocó preparar la Memoria argentina entregada al presidente Rutherford Hayes para que laudase respecto de la cuestión limítrofe con el Paraguay en el Chaco Boreal, el Laudo Hayes.

### Las maestras de Sarmiento
Una de sus primeras actividades fue la búsqueda de profesores para visitar y reformar los colegios argentinos a pedido del entonces ministro de Instrucción Pública Nicolás Avellaneda.
 Junto a Mary Peabody Mann, llevó a cabo el proceso de búsqueda y selección de las maestras que años más tarde contribuyeron a concretar en la Argentina uno de los sistemas educativos más respetados del mundo. 
 En 1869 embarcó a la primera de las sesenta y nueve docentes norteamericanas, Mary Elizabeth Gorman, que pasaron a la historia como “Las maestras de Sarmiento”. 
Al año siguiente continuó con la contratación de tres nuevas maestras y durante toda su gestión aportó sus mejores dones para materializar el sueño del Padre de la educación argentina.

### Construcción de la primera escuadra de guerra de la Marina Argentina[8]
El 27 de mayo de 1872 fue sancionada por el Congreso Nacional la primera ley de adquisición de armamentos navales autorizando la compra de "tres buques de guerra encorazados, del sistema más adelantado y más adecuado al servicio en las aguas de la República", para lo cual el entonces presidente Domingo Faustino Sarmiento dispuso el urgente traslado de García Aguirre en comisión a Londres, para la suscripción de los contratos pertinentes y la posterior supervisión de la construcción de los buques (los cuales pasarían a la historia como la Escuadra de Sarmiento).

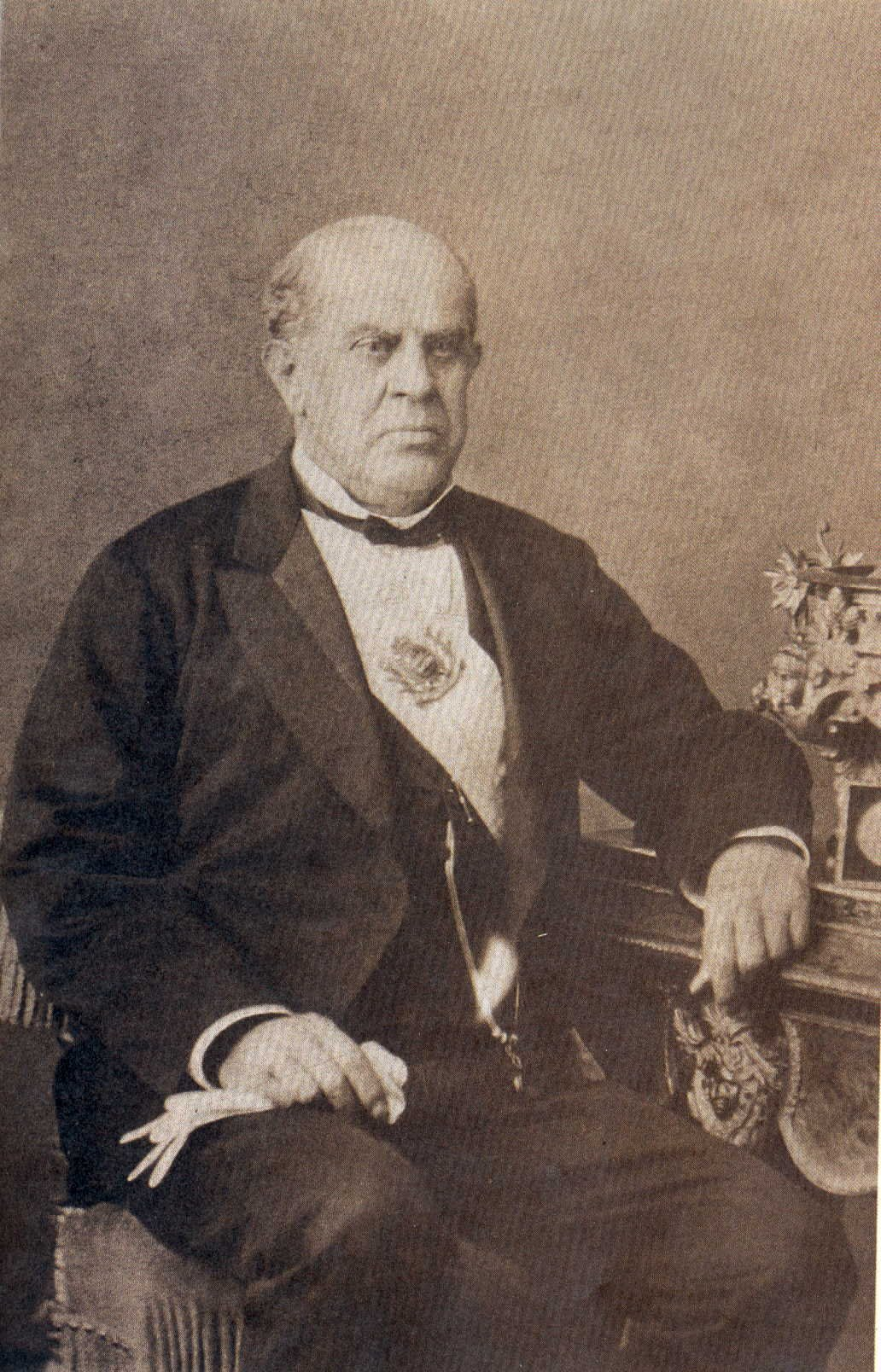
Domingo Faustino Sarmiento.

Hacia 1873 la situación internacional del país, sin ser mala, despertaba inquietudes ya que Chile, con el visto bueno de Brasil, se manifestaba resuelto a resolver según su tesis el problema posesorio de la Patagonia mientras los brasileños ocupaban militarmente, apoyados por una fuerte escuadrilla, la isla Argentina del Cerrito en la unión del río Paraná con el río Paraguay.
Ya instalado en la capital del Reino Unido, García Aguirre no tardó en poner manos a la obra y tomó para sí la dirección técnica de la construcción de los buques y, pese a ser completamente lego en temas navales, encaró la tarea con el mayor celo y responsabilidad asesorándose activamente con diversos expertos del Almirantazgo Británico, de quienes informaba a Sarmiento 

"Los del departamento de artillería no han podido tratarme mejor (...) Lea las tiras adjuntas sobre acorazados; nada de buques grandes y muy pesados de coraza. Me recomiendan buques pequeños con grandes cañones que sirvan como baterías flotantes y de fácil traslación de un punto a otro."

Los colaboradores del ministro en su tarea fueron Hunter Davidson, un tal Mr. Beauregard y Jefferson Page, ex oficiales confederados de la Guerra de Secesión de los Estados Unidos.
En una de sus cartas al presidente Sarmiento, García Aguirre le manifestó:

"Sobre contratar a Beauregard, francamente, yo no soy de la opinión de la opinión de H. Davidson. Creo que podemos tener oficiales muy competentes que no sean ex confederados (...) Pero hay más: no sé si esta aglomeración de “ex Rebels” gustaría a los Estados Unidos”. (...) a Davidson hay que tenerlo a rienda corta (...) me he convertido en un verdadero cancerbero, me tiemblan los contratistas y para los confederados a nuestro servicio soy a rare, severe and fastidious cronial man”

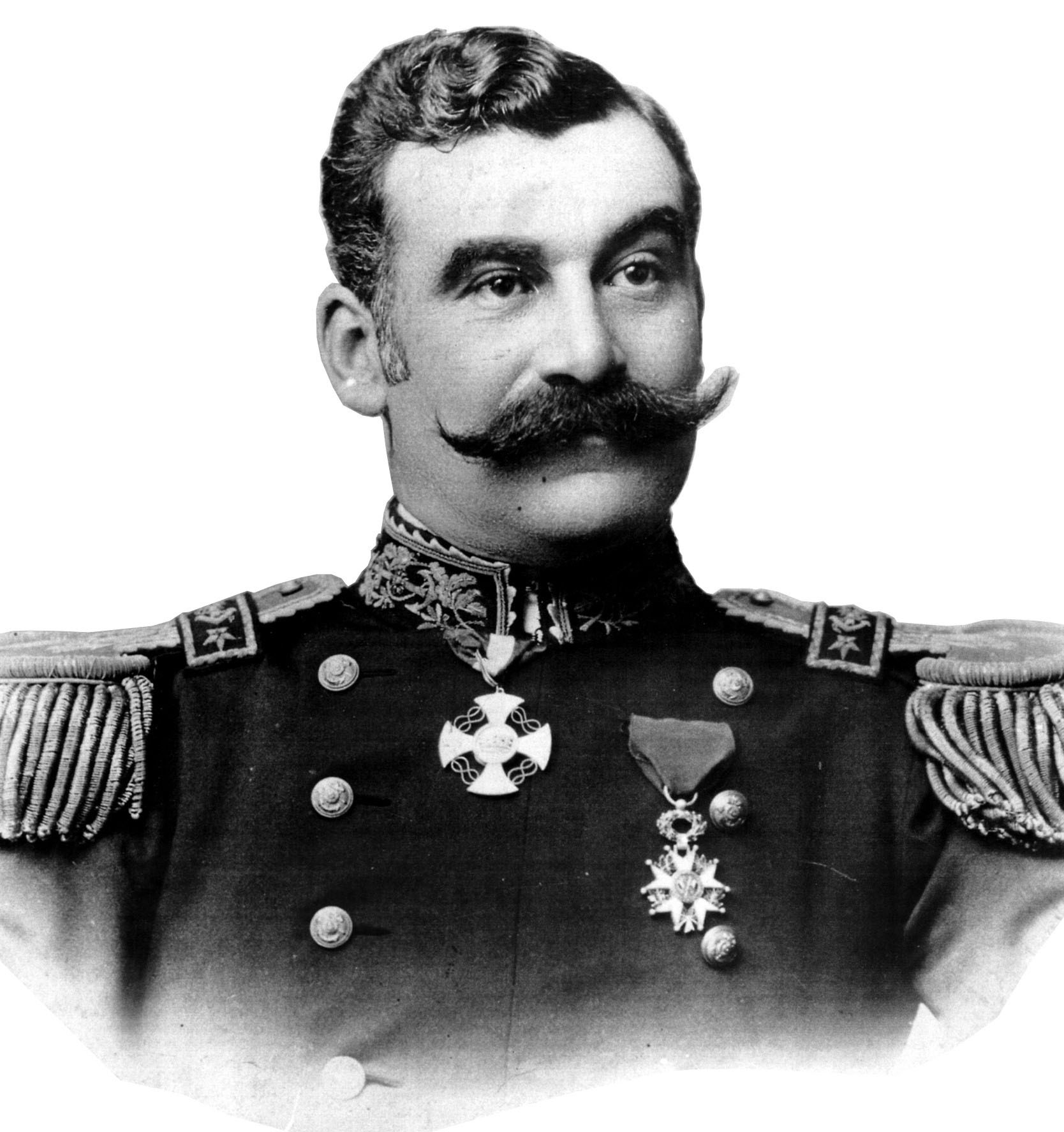
Su hijo, Manuel José García Mansilla, se convertiría en un ícono de la Armada de Argentina.

En esta misma carta, escrita en París, que fechada 23 de abril de 1874, añadió:

“Acabo de llegar de Inglaterra y me vuelvo a despachar las cañoneras; verlas en la última prueba, entregarlas por inventario, asegurarlas, etc., dar mis últimas instrucciones y ahorrar cuanta plata se pueda en esto. Los diarios de ese país anuncian la llegada de los acorazados. Los monitores salen sólo en setiembre y octubre.”

En una misiva posterior fechada en Birkenhead, lugar donde se localizaban los astilleros Laird Brothers donde se construían varios de los buques, el 8 de mayo García le confió a su amigo presidente:

“Aquí me tiene usted de contralmirante, sobrestante y “pagante” en medio de un infierno de martillazos y hierros candentes; trepando por andamios y penetrando como ratón por conductos estrechos para ver cómo va la marina; activase las salidas de las cañoneras para el 15 del corriente; harán la salva el 9 de julio, Dios mediante, en la rada anterior de Buenos Aires.”

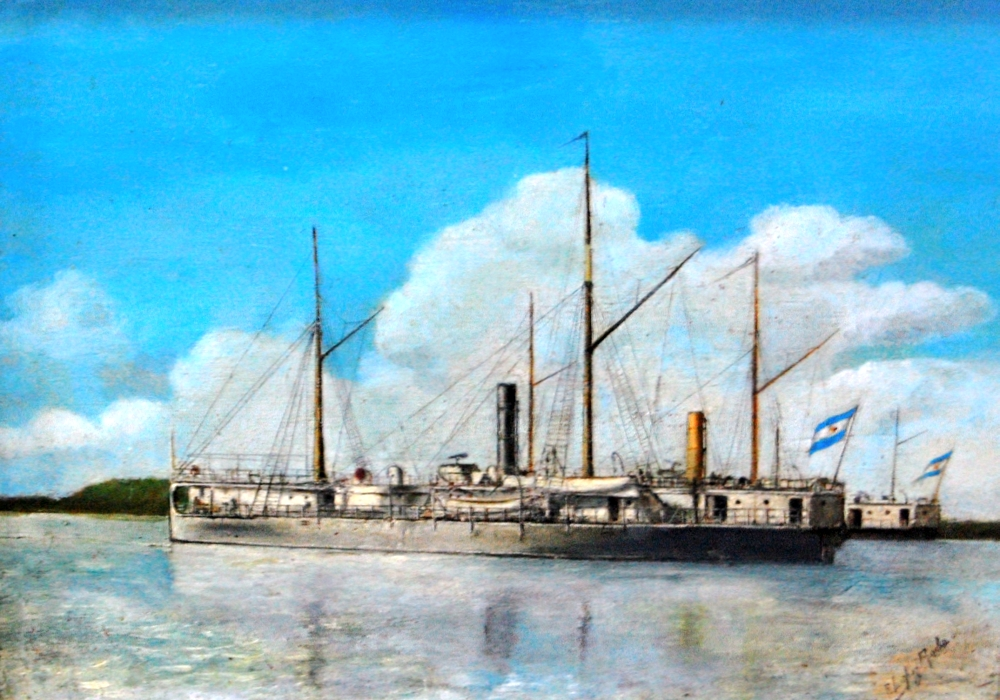
Monitor El Plata.

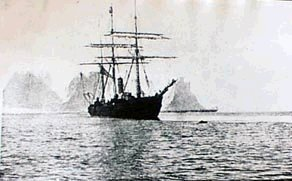
Cañonera ARA Uruguay en 1874.

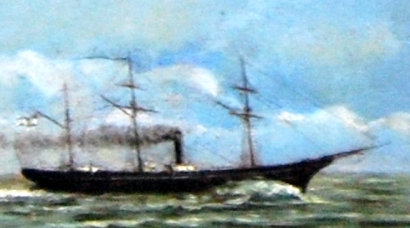
Cañonera Paraná.

Días después, en una nueva comunicación fechada en la localidad francesa de Boulogne, al aludir a un “diagrama de los efectos de la artillería”, le hizo una confesión paternal:

“El dibujo en diagrama es de mi hijo que está entusiasmado por servir en la Armada. Yo le hago estudiar para que pueda ser oficial, o mejor, ingeniero en la Armada.”

Este joven, que además de asistir a la construcción de las primeras naves secundaba a su padre como dibujante de la comisión copiando diagramas y ábacos y sacando croquis de distintas naves, sería con el tiempo, una figura destacada de nuestra moderna marina: el contraalmirante Manuel José García-Mansilla.
Cartas subsiguientes anunciaron el envío para el presidente y el ministro de dos cuadros de las cañoneras con otras fotografías que la casa Laird, constructora de las naves, remite a los ministros y al doctor Dalmacio Vélez Sarsfield. 
 En una de ellas comentó los disparates que los diarios sudamericanos escribían sobre la artillería de las cañoneras y, al referirse a ellas, exclamó: 

“Ojalá las cuiden nuestros marinos”

La última carta que el ministro García remitió a Sarmiento fue el 18 de octubre, seis días después de la entrega del mando de éste a su sucesor, el doctor Nicolás Avellaneda. En ella le dijo que él ha terminado su profesión anfibia, felicitándolo por la entrega del mando, luego de haber “hecho mucho por la Patria” y sugiriéndole la urgencia de cifrar los telegramas con clave propia, pues los telegramas oficiales se hacían con la firma Mercantile Bank.
De su correspondencia, afirmó el capitán de fragata Héctor Ratto en 1939:

"Tales los datos que, con la discreción que el lector imagina, hemos tomado un poco al azar, de la correspondencia del ministro García, sucesor de Ramsay en la jefatura de nuestra Comisión Naval en Londres, la cual, como la de Italia, en tantas oportunidades, ha jugado un papel importante para el futuro de la marina, ya que el factor material ha sido, es y será una de las preocupaciones inherentes a marcha progresiva de la institución

Su gestión en la capital del Imperio Británico, culminó con la adquisición de los Monitores “El Plata” y “Los Andes”, de alrededor de 1600 toneladas y cerca de 10 nudos de velocidad; las cañoneras “Paraná” y “Uruguay” de alrededor de 600 toneladas; las cuatro bombardas de 400 toneladas "Pilcomayo", "Bermejo", "Constituión" y "República" y la flotilla de las primeras lanchas torpederas del tipo de botalón.
Años después, durante la presidencia de Julio Argentino Roca, suscribió el 14 de noviembre de 1880 el contrato con la firma Whitehead & Co. por el cual la República Argentina se convirtió en el primer país del Continente Americano en adquirir esa "moderna" arma. 

En virtud del contrato firmado entre el ministro Argentino y el ingeniero inglés Robert Whitehead, se adquirieron 40 torpedos de 14 pulgadas a un valor de £ 500 cada uno, especificando en el artículo 4.º del mentado contrato:

"Deberá recorrer (el torpedo) en línea recta una extensión de 400 metros a una velocidad de 22 nudos a lo menos, pasando por debajo de una balsa de 20 metros de largo fondeada a aquella distancia y manteniéndose a una profundidad durante la prueba que no varíe en más o menos de 0,4 metros de aquella para la que se graduó. La profundidad a que podrá arreglarse los trayectos que recorran los torpedos deben comprenderse dentro de los límites de 1,50 a 4,50 metros (sic)"

En virtud de una cláusula reservada del mismo contrato, la Argentina adquiría el derecho a producir sus propias unidades del torpedo Whitehead, para lo cual estipulaba:

"...los señores Whitehead proveerán los dibujos y los planos completos que sean necesarios (sic)".

## Cartas confidenciales de Sarmiento
Manuel García Aguirre tuvo un interesante trato epistolar en documentación privada con Domingo Faustino Sarmiento. En estas cartas se puede apreciar la evolución de las ideas que animaron a Sarmiento.
Estas misivas tienen un valor histórico debido a la importancia de lo escrito, de los hombres y de los hechos que enuncian, y el interés que fluye de esas páginas, que colorean y acentúan la personalidad del sanjuanino; inquieta, combativa y tenaz, en la variedad de sus iniciativas, ya sea como maestro, escritor, periodista o presidente. 
Todas las cartas están dirigidas a Manuel Rafael García Aguirre. La especialísima situación del diplomático, alejado de la política y de los hombres de su país, lo convirtió en un interlocutor de gran valor, pues le permitió al amigo franquearse con peculiar sinceridad. El amigo correspondió a esa amistad con colaboraciones y juicios imparciales dignos de mencionar.
Las cartas comenzaron en 1866 y terminaron en 1872 y denotan la gran amistad que lo unía con el diplomático y su esposa Eduarda Mansilla.

## Muerte trágica

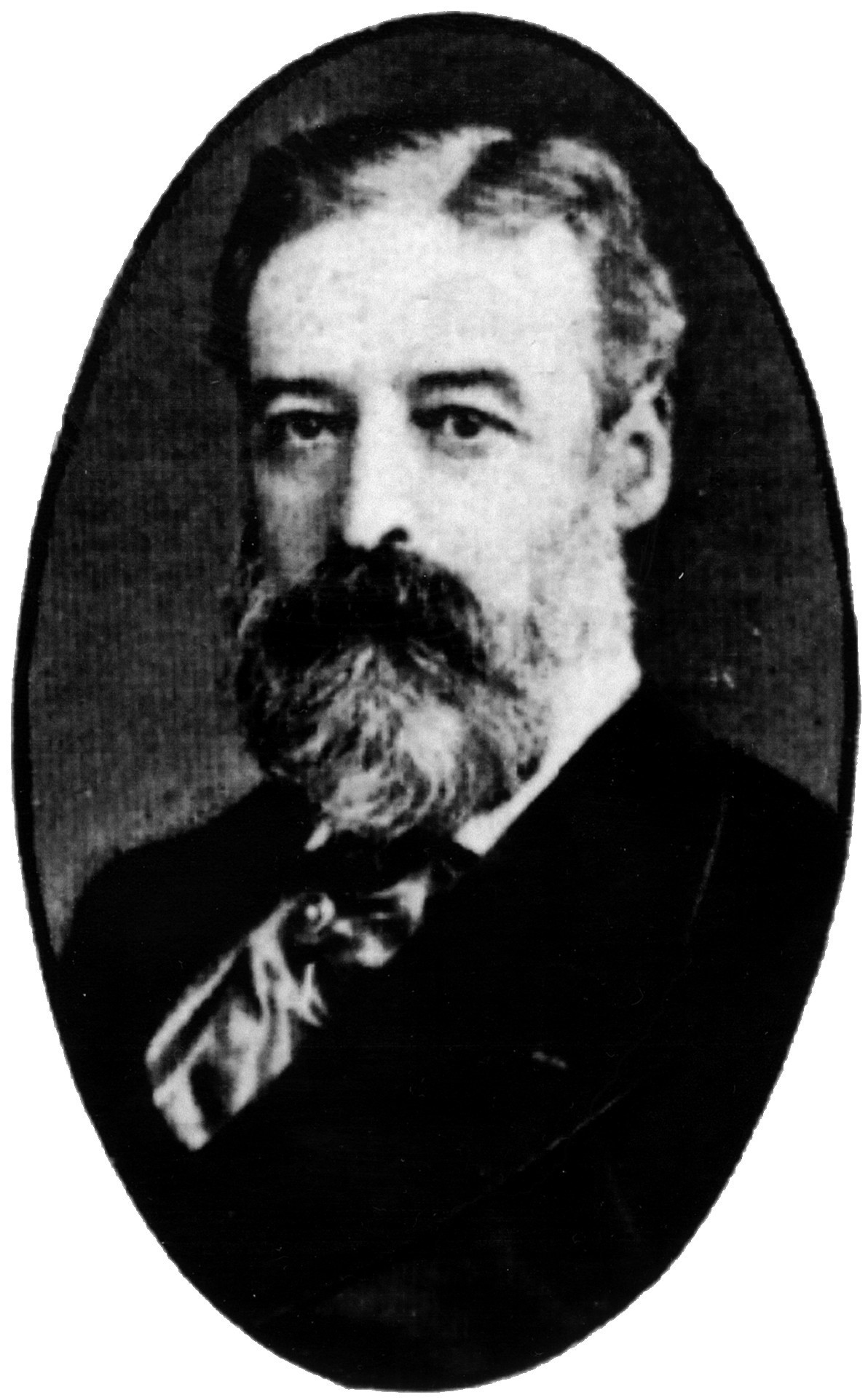
Manuel Rafael García Aguirre en sus últimos años.

Falleció trágicamente en Viena, capital del Imperio austrohúngaro al sufrir un accidente mientras almorzaba en el Hotel Imperial de esa ciudad a la temprana edad de 57 años, ejerciendo el cargo de ministro plenipotenciario ante esa nación, el 5 de abril de 1887. Con motivo de su deceso, un diario de la época decía:

"Era el doctor García la personalidad más culminante de nuestro cuerpo diplomático en el extranjero, por su ilustración y por sus largos e importantes servicios. Había hecho su carrera a pasos lentos, no como en nuestros días y se hallaba próximo a la jubilación, pocas veces más merecida. Entendido en derecho, en letras, en historia y en economía, sus trabajos corren esparcidos en diversas publicaciones, dando fe de su preparación y laboriosidad. En la carrera diplomática, a la que puede decirse dedicó su vida, su espíritu cultivado y su actividad incansable, hallaron aplicación amplia en servicio del país, cuyos intereses sirvió siempre celosa y desinteresadamente, Expositor y comentador del institucionalismo norteamericano; representante jurídico de la nación en juicios arbitrales de trascendencia internacional; comisionado financiero del gobierno; encargado de la construcción de buques para nuestra escuadra y de la adquisición de elementos bélicos y de otros géneros. Su labor ha sido vasta y fecunda, a la par que económica para el gobierno, que ha tenido pocos agentes en Europa más útiles para el país con tan poca erogación para el erario...."

El calificado y respetado historiador, político y diplomático argentino, Adolfo Saldías , dejó, para la posteridad, una nota necrológica publicada en el diario “El Nacional” de Buenos Aires el 9 de abril de 1887. Sus palabras, nos permiten apreciar claramente porqué el presidente Domingo Faustino Sarmiento distinguió a este diplomático para llevar a cabo tan importantes misiones. Compartimos, en forma resumida, algunos de sus conceptos: 
	“Patriota austero y abnegado, de esa estirpe que se va perdiendo, de aquellos que profesan la idea de que el ciudadano es un instrumento del bienestar y de la libertad, al cual, la madre común, constantemente reclama, ha servido a la República, durante más de un cuarto de siglo, en los altos puestos de la diplomacia adonde lo llevaron sus aptitudes, sus talentos y su ilustradísima competencia. Ha sido Secretario de la legación y Ministro Plenipotenciario en los Estados Unidos, amigo de Horace Mann y de Ulysses Samuel Grant; amigo de Benjamín Disraeli y de William Ewart Gladstone, Primeros Ministros de Inglaterra. Fue árbitro entre naciones, y era, sin disputa, el personaje más conspicuo del Cuerpo Diplomático Argentino”.
“Era un principista severo. Político de vistas esencialmente orgánicas y trascendentales y , por esto mismo, poco familiarizado con las evoluciones de nuestras facciones militantes, ni participó jamás de las grandes ventajas inmediatas que se ofrecen y ofrecen los que sacrifican hasta la libertad de los hijos, en holocausto a las pasiones estrechas que los convierten en vencedores de un día; ni olvidó un momento a su patria, consagrándole sus mejores ideas y conatos en libros y trabajos que mañana agradecerán, no los que quedan con las grandes responsabilidades de sus yerros, sino los que entren en la vida con verdadera ansia de honradez y austeridad republicana”.
“Era ante todo un pensador, que estudiaba, con infatigable anhelo, el cuerpo social en el que él mismo se había desenvuelto, y los medios de mejorarlo con las experiencias acreditadas que había recogido en una vida de observación y de labor fecundas”.
“Tocaba con mano piadosa el corazón de la patria, para sentir con ella; y fortificaba su espíritu con la esperanza de que prevalecerían, en la práctica, sus ideales y sus principios.”
“No era esto vanagloria, que no cabía en su alma generosa. No. Obraba en él un fuerte poder de convicción respecto del porvenir venturoso de su país”.
“Creía que la época presente debía señalarse, precisamente, por los esfuerzos abnegados del patriotismo sincero, a fin de conservar lo que podemos llamar nuestro, después de cincuenta años de lucha; prevenir los descensos a que está sujeta toda comunidad política, que derrocha su vida inmoderadamente sin pensar en el mañana; y encaminar la República a destinos claros y seguros”.
“La muerte de un ciudadano en las condiciones del doctor García es más que sensible; es irreparable en una actualidad como la nuestra, en la que faltan los caracteres y sobreabundan los que, viviendo en la corrupción que nos invade, cubren de ridículo la moral y la virtud y querrían que desapareciesen estas vejeces del escenario en que actúan triunfantes”.
las influencias siniestras entre las que no privan ciudadanos del temple y los méritos del doctor García”. 
“Queda la grata satisfacción de imitar al que fue honrado y virtuoso en vida, y la confianza en que no prevalecerán.
	“Entonces será el pueblo quién rinda a esa memoria honrada el homenaje que el Gobierno ha negado al doctor García, para cuya muerte ni siquiera se ha izado a media asta una bandera argentina, tan barata en estos tiempos para solemnizar los funerales de la libertad en cabeza de los que la han desnaturalizado”.
	Fue tal la repercusión que tuvo esta nota necrológica, que el gobierno ordenó, mediante decreto del 13 de abril de 1887, que el día 15 de abril se mantuviera, en señal de duelo, la bandera a media asta en todos los edificios públicos, fortalezas y buques de la Armada Argentina. En la misma norma se dispuso que el Ministerio de Guerra haga una salva de 21 cañonazos el mismo día, en honor del ilustre finado. Firmaban el mismo el señor Presidente de la Nación, Miguel Ángel Juárez Celman y el ministro de Relaciones Exteriores y Culto, Norberto Quirno Costa .

## Obras
Los escritos de Manuel García Aguirre fueron:
- Estudios sobre la aplicación de la justicia federal norte americana a la organización constitucional nacional. Florencia, Italia. Año 1863.

- Respuesta al folleto titulado: Diplomacia de Buenos Aires y los intereses americanos y europeos en el Plata, con motivo del reciente tratado entre España y la República Argentina. Madrid, España. Año 1864.

- Juicios críticos sobre el proyecto de código civil argentino. Por Manuel Rafael García; José F. López; Manuel A. Sáez; Juan Bautista Alberdi; Dalmacio Vélez Sarsfield; Vicente F. López; Alfredo Lahitte y Victorino de la Plaza. Buenos Aires. Año 1920.

- Informe sobre la educación en los Estados Unidos. Por Manuel Rafael García, comisionado especial a la Exposición de Filadelfia. Imprenta La Tribuna, Buenos Aires. Año 1879.

- Respuesta a las cartas del Dr. Juan Bautista Alberdi a sus amigos y compatriotas sobre los intereses argentinos en la guerra del Paraguay y el Brasil. Buenos Aires. Año 1865

- Biografía del Doctor Manuel José García Publicado en Galería de Celebridades Argentinas.Buenos Aires. Año 1857.

- Documentos inéditos acerca de la misión del Dr. Manuel José García, diputado de las Provincias Unidas a la Corte de Janeiro. Buenos Aires. Año 1883.